# Thayer-Ventil

Axial- oder Thayer-Ventil

Das Thayer-Ventil (auch Axialventil) ist eine Neuentwicklung des herkömmlichen Drehventils an Quart- und Bassposaunen. Es wurde von Orla Ed Thayer 1976 erstmals vorgestellt und stellt die bedeutendste Innovation der Posaune seit der Einführung des Quartventils in der Mitte des 19. Jahrhunderts durch Christian Friedrich Sattler dar. Franz Monschau war der erste weltweit, der ein Thayer-Ventil in eine Serienposaune einbaute.

## Problem
Wird ein herkömmliches Drehventil betätigt, so leitet es den Luftstrom durch eine Rohrschleife mit mindestens drei zusätzlichen Bögen um, die oft Winkel von 90° und mehr überstreichen. Dies führt zu Mängeln bei der Ansprache und Klangunterschieden im Vergleich zum „offenen“ Instrument.
Gerade bei der Posaune machen sich diese Nachteile weitaus drastischer bemerkbar als bei anderen Blechblasinstrumenten, da die charakteristische Klangfarbe des Instruments eine direkte Konsequenz seiner über weite Strecken völlig geradlinigen Konstruktion ist: Posaunen weisen abgesehen von etwaigen Ventilen insgesamt nur zwei Bögen auf und besitzen – besonders in der amerikanischen Bauweise – eine fast völlig zylindrische Mensur.

Herkömmliches Drehventil: mindestens drei zusätzliche Bögen bei betätigtem Ventil

Weiter verschärft wird der Klangunterschied bei betätigtem Ventil durch die bis in die 1980er Jahre allgemein übliche Verlegung der Ventilschleife in engen Radien innerhalb des Korpus („traditional wrap“).
Der weichere, deutlich von Posaunen unterscheidbare Klang „hornartiger“ Instrumente geht nicht zuletzt auf deren weitgehend konische Mensur und ihre verschlungenere Bauform mit zahlreichen Windungen und Bögen zurück.

## Lösung
Der Vorteil des Thayer-Ventils mit konischem Wechsel besteht darin, dass es den Luftstrom um nicht mehr als 25 Grad ablenkt. Dadurch wird zudem eine geradlinigere Verlegung der Ventilschleife in weicheren Bögen mit größeren Radien („open wrap“) besonders effektiv. Infolgedessen unterscheiden sich das Ansprechverhalten und der Klang bei betätigtem Ventil kaum noch vom offenen Instrument – nicht einmal bei Bassposaunen mit zwei in Reihe geschalteten Ventilen. Manche Posaunisten berichten sogar von Instrumenten, deren Ansprechen sie bei betätigtem Ventil als freier empfinden als offen.

Axial- oder Thayer-Ventil

## Kritik
Manche Posaunisten und Instrumentenbauer beanstanden einen erhöhten Reinigungs- und Wartungsbedarf oder sogar eine geringere Zuverlässigkeit des Thayer-Ventils gegenüber dem herkömmlichen Drehventil. Andere vermuten, dass solche Probleme nicht konstruktionsbedingt sind, sondern auf mangelnde Sachkunde zurückgehen.
Vor allem Bassposaunisten vertreten mitunter die Auffassung, dass ein gewisser erhöhter Anblaswiderstand der Ansprache tiefer Ventiltöne (unterhalb Es) sogar förderlich sei. Neuere Konstruktionen mit geringerem Widerstand empfindet diese Gruppe als anstrengender zu spielen, bisweilen bemängelt sie auch einen „kälteren“ Klang.
Die Openwrap-Bauweise ist zwar weitgehend unabhängig vom verwendeten Ventil, wird jedoch mitunter insofern kritisiert, als die Ventilschleife bei dieser Verlegung weniger gut vor Beschädigungen geschützt ist als bei der traditionellen Bauweise.

## Folgen
Das Thayer-Ventil löste einen „Rüstungswettlauf“ der Posaunenhersteller aus, der bis heute anhält. Dies ist möglicherweise auf den ausgeprägten Spieltrieb vieler Posaunisten zurückzuführen, während Spieler anderer Instrumente vielfach eher traditionelle Bauweisen als innovative Konstruktionen bevorzugen.